# 千葉県小学校一覧
千葉県小学校一覧（ちばけんしょうがっこういちらん）は、千葉県の小学校および義務教育学校（前期課程）の一覧。

## 国立小学校
- 千葉大学教育学部附属小学校

## 公立小学校・義務教育学校

### 千葉市

#### 中央区
- 千葉市立院内小学校
- 千葉市立生浜小学校
- 千葉市立生浜西小学校
- 千葉市立生浜東小学校
- 千葉市立大森小学校
- 千葉市立川戸小学校
- 千葉市立寒川小学校
- 千葉市立新宿小学校
- 千葉市立蘇我小学校
- 千葉市立大巌寺小学校
- 千葉市立鶴沢小学校
- 千葉市立仁戸名小学校
- 千葉市立登戸小学校
- 千葉市立弁天小学校
- 千葉市立星久喜小学校
- 千葉市立本町小学校
- 千葉市立松ヶ丘小学校
- 千葉市立都小学校
- 千葉市立宮崎小学校

#### 花見川区
- 千葉市立朝日ヶ丘小学校
- 千葉市立上の台小学校
- 千葉市立柏井小学校
- 千葉市立検見川小学校
- 千葉市立犢橋小学校
- 千葉市立こてはし台小学校
- 千葉市立作新小学校
- 千葉市立さつきが丘西小学校
- 千葉市立さつきが丘東小学校
- 千葉市立長作小学校
- 千葉市立西小中台小学校
- 千葉市立西の谷小学校
- 千葉市立畑小学校
- 千葉市立花島小学校
- 千葉市立花園小学校
- 千葉市立花見川小学校
- 千葉市立幕張小学校
- 千葉市立幕張東小学校
- 千葉市立幕張南小学校
- 千葉市立瑞穂小学校
- 千葉市立横戸小学校

#### 稲毛区
- 千葉市立あやめ台小学校
- 千葉市立稲丘小学校
- 千葉市立稲毛小学校
- 千葉市立柏台小学校
- 千葉市立草野小学校
- 千葉市立小中台小学校
- 千葉市立小中台南小学校
- 千葉市立山王小学校
- 千葉市立園生小学校
- 千葉市立千草台小学校
- 千葉市立千草台東小学校
- 千葉市立都賀小学校
- 千葉市立弥生小学校
- 千葉市立轟町小学校
- 千葉市立緑町小学校
- 千葉市立宮野木小学校

#### 若葉区
- 千葉市立大宮小学校
- 千葉市立小倉小学校
- 千葉市立北貝塚小学校
- 千葉市立坂月小学校
- 千葉市立桜木小学校
- 千葉市立更科小学校
  - 千葉市立更科小学校富田分校
- 千葉市立白井小学校
- 千葉市立千城小学校
- 千葉市立千城台みらい小学校
- 千葉市立千城台東小学校
- 千葉市立千城台わかば小学校
- 千葉市立都賀の台小学校
- 千葉市立みつわ台北小学校
- 千葉市立みつわ台南小学校
- 千葉市立源小学校
- 千葉市立若松小学校
- 千葉市立若松台小学校

#### 緑区
- 千葉市立あすみが丘小学校
- 千葉市立有吉小学校
- 千葉市立泉谷小学校
- 千葉市立扇田小学校
- 千葉市立大木戸小学校
- 千葉市立大椎小学校
- 千葉市立越智小学校
- 千葉市立おゆみ野南小学校
- 千葉市立金沢小学校
- 千葉市立小谷小学校
- 千葉市立椎名小学校
- 千葉市立土気小学校
- 千葉市立土気南小学校
- 千葉市立平山小学校
- 千葉市立誉田小学校
- 千葉市立誉田東小学校

#### 美浜区
- 千葉市立磯辺小学校
- 千葉市立磯辺第三小学校
- 千葉市立稲毛第二小学校
- 千葉市立稲浜小学校
- 千葉市立打瀬小学校
- 千葉市立海浜打瀬小学校
- 千葉市立幸町小学校
- 千葉市立幸町第三小学校
- 千葉市立高洲小学校
- 千葉市立高洲第三小学校
- 千葉市立高洲第四小学校
- 千葉市立高浜第一小学校
- 千葉市立高浜海浜小学校
- 千葉市立幕張西小学校
- 千葉市立真砂第五小学校
- 千葉市立真砂西小学校
- 千葉市立真砂東小学校
- 千葉市立美浜打瀬小学校

### 銚子市
- 銚子市立飯沼小学校
- 銚子市立海上小学校
- 銚子市立春日小学校
- 銚子市立椎柴小学校
- 銚子市立清水小学校
- 銚子市立高神小学校
- 銚子市立豊里小学校
- 銚子市立双葉小学校
- 銚子市立船木小学校
- 銚子市立本城小学校
- 銚子市立明神小学校

### 市川市
- 市川市立市川小学校
- 市川市立曽谷小学校
- 市川市立真間小学校
- 市川市立大町小学校
- 市川市立中山小学校
- 市川市立北方小学校
- 市川市立八幡小学校
- 市川市立新浜小学校
- 市川市立国分小学校
- 市川市立百合台小学校
- 市川市立大柏小学校
- 市川市立富美浜小学校
- 市川市立宮田小学校
- 市川市立柏井小学校
- 市川市立冨貴島小学校
- 市川市立大洲小学校
- 市川市立若宮小学校
- 市川市立幸小学校
- 市川市立国府台小学校
- 市川市立新井小学校
- 市川市立平田小学校
- 市川市立南新浜小学校
- 市川市立鬼高小学校
- 市川市立大野小学校
- 市川市立菅野小学校
- 市川市立塩焼小学校
- 市川市立行徳小学校
- 市川市立稲越小学校
- 市川市立信篤小学校
- 市川市立塩浜学園（義務教育学校）
- 市川市立稲荷木小学校
- 市川市立大和田小学校
- 市川市立南行徳小学校
- 市川市立福栄小学校
- 市川市立鶴指小学校
- 市川市立妙典小学校
- 市川市立宮久保小学校
- 市川市立二俣小学校
- 市川市立中国分小学校

### 船橋市
- 船橋市立船橋小学校
- 船橋市立湊町小学校
- 船橋市立南本町小学校
- 船橋市立宮本小学校
- 船橋市立若松小学校
- 船橋市立峰台小学校
- 船橋市立市場小学校
- 船橋市立海神小学校
- 船橋市立西海神小学校
- 船橋市立海神南小学校
- 船橋市立葛飾小学校
- 船橋市立小栗原小学校
- 船橋市立八栄小学校
- 船橋市立夏見台小学校
- 船橋市立高根小学校
- 船橋市立高根東小学校
- 船橋市立金杉小学校
- 船橋市立三咲小学校
- 船橋市立二和小学校
- 船橋市立八木が谷小学校
- 船橋市立八木が谷北小学校
- 船橋市立咲が丘小学校
- 船橋市立金杉台小学校
- 船橋市立法典小学校
- 船橋市立丸山小学校
- 船橋市立法典東小学校
- 船橋市立法典西小学校
- 船橋市立塚田小学校
- 船橋市立行田東小学校
- 船橋市立行田西小学校
- 船橋市立前原小学校
- 船橋市立中野木小学校
- 船橋市立二宮小学校
- 船橋市立飯山満小学校
- 船橋市立飯山満南小学校
- 船橋市立芝山東小学校
- 船橋市立芝山西小学校
- 船橋市立七林小学校
- 船橋市立薬円台小学校
- 船橋市立薬円台南小学校
- 船橋市立田喜野井小学校
- 船橋市立三山小学校
- 船橋市立三山東小学校
- 船橋市立高根台第二小学校
- 船橋市立高根台第三小学校
- 船橋市立高郷小学校
- 船橋市立古和釜小学校
- 船橋市立習志野台第一小学校
- 船橋市立習志野台第二小学校
- 船橋市立坪井小学校
- 船橋市立大穴小学校
- 船橋市立大穴北小学校
- 船橋市立豊富小学校
- 船橋市立小室小学校
- 船橋市立塚田南小学校

### 館山市
- 館山市立神余小学校
- 館山市立房南小学校
- 館山市立九重小学校
- 館山市立館野小学校
- 館山市立館山小学校
- 館山市立豊房小学校
- 館山市立那古小学校
- 館山市立西岬小学校
- 館山市立船形小学校
- 館山市立北条小学校

### 木更津市
- 木更津市立金田小学校
- 木更津市立岩根小学校
- 木更津市立高柳小学校
- 木更津市立中郷小学校
- 木更津市立請西小学校
- 木更津市立祇園小学校
- 木更津市立木更津第一小学校
- 木更津市立木更津第二小学校
- 木更津市立清見台小学校
- 木更津市立鎌足小学校
- 木更津市立富来田小学校
- 木更津市立波岡小学校
- 木更津市立畑沢小学校
- 木更津市立東清小学校
- 木更津市立西清小学校
- 木更津市立南清小学校
- 木更津市立八幡台小学校
- 木更津市立真舟小学校

### 松戸市
- 松戸市立旭町小学校
- 松戸市立大橋小学校
- 松戸市立柿ノ木台小学校
- 松戸市立貝の花小学校
- 松戸市立金ヶ作小学校
- 松戸市立上本郷小学校
- 松戸市立上本郷第二小学校
- 松戸市立河原塚小学校
- 松戸市立栗ヶ沢小学校
- 松戸市立幸谷小学校
- 松戸市立古ヶ崎小学校
- 松戸市立小金小学校
- 松戸市立小金北小学校
- 松戸市立相模台小学校
- 松戸市立寒風台小学校
- 松戸市立新松戸西小学校
- 松戸市立新松戸南小学校
- 松戸市立中部小学校
- 松戸市立東部小学校
- 松戸市立殿平賀小学校
- 松戸市立高木小学校
- 松戸市立高木第二小学校
- 松戸市立常盤平第一小学校
- 松戸市立常盤平第二小学校
- 松戸市立常盤平第三小学校
- 松戸市立南部小学校
- 松戸市立根木内小学校
- 松戸市立八ヶ崎小学校
- 松戸市立八ヶ崎第二小学校
- 松戸市立北部小学校
- 松戸市立牧野原小学校
- 松戸市立松ヶ丘小学校
- 松戸市立松飛台小学校
- 松戸市立松飛台第二小学校
- 松戸市立馬橋小学校
- 松戸市立馬橋北小学校
- 松戸市立稔台小学校
- 松戸市立六実小学校
- 松戸市立六実第二小学校
- 松戸市立六実第三小学校
- 松戸市立矢切小学校
- 松戸市立横須賀小学校
- 松戸市立梨香台小学校
- 松戸市立和名ヶ谷小学校
- 松戸市立東松戸小学校

### 野田市
- 野田市立中央小学校
- 野田市立宮崎小学校
- 野田市立東部小学校
- 野田市立南部小学校
- 野田市立北部小学校
- 野田市立川間小学校
- 野田市立福田第一小学校
- 野田市立福田第二小学校
- 野田市立清水台小学校
- 野田市立柳沢小学校
- 野田市立山崎小学校
- 野田市立岩木小学校
- 野田市立尾崎小学校
- 野田市立七光台小学校
- 野田市立二ツ塚小学校
- 野田市立みずき小学校
- 野田市立木間ケ瀬小学校
- 野田市立二川小学校
- 野田市立関宿小学校
- 野田市立関宿中央小学校

### 茂原市
- 茂原市立茂原小学校
- 茂原市立東部小学校
- 茂原市立東郷小学校
- 茂原市立中の島小学校
- 茂原市立五郷小学校
- 茂原市立萩原小学校
- 茂原市立本納小学校
- 茂原市立西小学校
- 茂原市立豊田小学校
- 茂原市立豊岡小学校
- 茂原市立二宮小学校
- 茂原市立鶴枝小学校

### 成田市
- 成田市立成田小学校
- 成田市立遠山小学校
- 成田市立三里塚小学校
- 成田市立久住小学校
- 成田市立豊住小学校
- 成田市立八生小学校
- 成田市立公津小学校
- 成田市立向台小学校
- 成田市立加良部小学校
- 成田市立橋賀台小学校
- 成田市立新山小学校
- 成田市立吾妻小学校
- 成田市立玉造小学校
- 成田市立中台小学校
- 成田市立神宮寺小学校
- 成田市立平成小学校
- 成田市立本城小学校
- 成田市立公津の杜小学校
- 成田市立下総みどり学園（義務教育学校）
- 成田市立大栄みらい学園（義務教育学校）

### 佐倉市
- 佐倉市立佐倉小学校
- 佐倉市立内郷小学校
- 佐倉市立臼井小学校
- 佐倉市立印南小学校
- 佐倉市立千代田小学校
- 佐倉市立上志津小学校
- 佐倉市立志津小学校
- 佐倉市立下志津小学校
- 佐倉市立南志津小学校
- 佐倉市立根郷小学校
- 佐倉市立和田小学校
- 佐倉市立弥富小学校
- 佐倉市立井野小学校
- 佐倉市立佐倉東小学校
- 佐倉市立西志津小学校
- 佐倉市立小竹小学校
- 佐倉市立間野台小学校
- 佐倉市立王子台小学校
- 佐倉市立青菅小学校
- 佐倉市立寺崎小学校
- 佐倉市立山王小学校
- 佐倉市立染井野小学校
- 佐倉市立白銀小学校

### 東金市
- 東金市立鴇嶺小学校
- 東金市立東小学校
- 東金市立城西小学校
- 東金市立丘山小学校
- 東金市立正気小学校
- 東金市立豊成小学校
- 東金市立福岡小学校
- 東金市立日吉台小学校

### 旭市
- 旭市立共和小学校
- 旭市立琴田小学校
- 旭市立中央小学校
- 旭市立富浦小学校
- 旭市立豊畑小学校
- 旭市立干潟小学校
- 旭市立矢指小学校
- 旭市立嚶鳴小学校
- 旭市立滝郷小学校
- 旭市立鶴巻小学校
- 旭市立飯岡小学校
- 旭市立三川小学校
- 旭市立中和小学校
- 旭市立古城小学校
- 旭市立萬歳小学校

### 習志野市
- 習志野市立津田沼小学校
- 習志野市立大久保小学校
- 習志野市立谷津小学校
- 習志野市立鷺沼小学校
- 習志野市立実籾小学校
- 習志野市立大久保東小学校
- 習志野市立袖ケ浦西小学校
- 習志野市立東習志野小学校
- 習志野市立袖ケ浦東小学校
- 習志野市立屋敷小学校
- 習志野市立藤崎小学校
- 習志野市立実花小学校
- 習志野市立向山小学校
- 習志野市立秋津小学校
- 習志野市立香澄小学校
- 習志野市立谷津南小学校

### 柏市
- 柏市立旭小学校
- 柏市立旭東小学校
- 柏市立柏第一小学校
- 柏市立柏第二小学校
- 柏市立柏第三小学校
- 柏市立柏第四小学校
- 柏市立柏第五小学校
- 柏市立柏第六小学校
- 柏市立柏第七小学校
- 柏市立柏第八小学校
- 柏市立酒井根小学校
- 柏市立酒井根西小学校
- 柏市立酒井根東小学校
- 柏市立逆井小学校
- 柏市立高田小学校
- 柏市立田中小学校
- 柏市立田中北小学校
- 柏市立土小学校
- 柏市立土南部小学校
- 柏市立富勢小学校
- 柏市立富勢西小学校
- 柏市立富勢東小学校
- 柏市立十余二小学校
- 柏市立中原小学校
- 柏市立名戸ヶ谷小学校
- 柏市立西原小学校
- 柏市立花野井小学校
- 柏市立光ヶ丘小学校
- 柏市立藤心小学校
- 柏市立増尾西小学校
- 柏市立松葉第一小学校
- 柏市立松葉第二小学校
- 柏市立豊小学校
- 柏市立高柳小学校
- 柏市立高柳西小学校
- 柏市立風早南部小学校
- 柏市立風早北部小学校
- 柏市立手賀西小学校
- 柏市立手賀東小学校
- 柏市立大津ケ丘第一小学校
- 柏市立大津ケ丘第二小学校

### 勝浦市
- 勝浦市立勝浦小学校
- 勝浦市立豊浜小学校
- 勝浦市立興津小学校
- 勝浦市立上野小学校
- 勝浦市立総野小学校

### 市原市
- 市原市立八幡小学校
- 市原市立菊間小学校
- 市原市立水の江小学校
- 市原市立清水谷小学校
- 市原市立牧園小学校
- 市原市立若宮小学校
- 市原市立辰巳台西小学校
- 市原市立辰巳台東小学校
- 市原市立白幡小学校
- 市原市立市原小学校
- 市原市立五井小学校
- 市原市立若葉小学校
- 市原市立白金小学校
- 市原市立五所小学校
- 市原市立国府小学校
- 市原市立国分寺台小学校
- 市原市立国分寺台東小学校
- 市原市立国分寺台西小学校
- 市原市立京葉小学校
- 市原市立東海小学校
- 市原市立千種小学校
- 市原市立姉崎小学校
- 市原市立明神小学校
- 市原市立青葉台小学校
- 市原市立有秋東小学校
- 市原市立有秋西小学校
- 市原市立有秋南小学校
- 市原市立市東第一小学校
- 市原市立海上小学校
- 市原市立市西小学校
- 市原市立養老小学校
- 市原市立光風台小学校
- 市原市立戸田小学校
- 市原市立寺谷小学校
- 市原市立牛久小学校
- 市原市立鶴舞小学校
- 市原市立加茂小学校

### 流山市
- 流山市立東小学校
- 流山市立市野谷小学校
- 流山市立江戸川台小学校
- 流山市立小山小学校
- 流山市立新川小学校
- 流山市立長崎小学校
- 流山市立流山小学校
- 流山市立流山北小学校
- 流山市立西初石小学校
- 流山市立西深井小学校
- 流山市立東深井小学校
- 流山市立鰭ヶ崎小学校
- 流山市立南流山小学校
- 流山市立向小金小学校
- 流山市立八木北小学校
- 流山市立八木南小学校
- 流山市立おおたかの森小学校
- 流山市立おおぐろの森小学校

### 八千代市
- 八千代市立大和田小学校
- 八千代市立大和田南小学校
- 八千代市立大和田西小学校
- 八千代市立睦小学校
- 八千代市立村上小学校
- 八千代市立村上東小学校
- 八千代市立村上北小学校
- 八千代市立八千代台小学校
- 八千代市立八千代台東小学校
- 八千代市立八千代台西小学校
- 八千代市立勝田台小学校
- 八千代市立勝田台南小学校
- 八千代市立高津小学校
- 八千代市立西高津小学校
- 八千代市立南高津小学校
- 八千代市立新木戸小学校
- 八千代市立萱田小学校
- 八千代市立萱田南小学校
- 八千代市立みどりが丘小学校
- 八千代市立阿蘇米本学園（義務教育学校）

### 我孫子市
- 我孫子市立我孫子第一小学校
- 我孫子市立我孫子第二小学校
- 我孫子市立我孫子第三小学校
- 我孫子市立我孫子第四小学校
- 我孫子市立並木小学校
- 我孫子市立根戸小学校
- 我孫子市立高野山小学校
- 我孫子市立湖北台西小学校
- 我孫子市立湖北台東小学校
- 我孫子市立湖北小学校
- 我孫子市立新木小学校
- 我孫子市立布佐小学校
- 我孫子市立布佐南小学校

### 鴨川市
- 鴨川市立鴨川小学校
- 鴨川市立田原小学校
- 鴨川市立東条小学校
- 鴨川市立天津小湊小学校
- 鴨川市立西条小学校
- 鴨川市立江見小学校
- 鴨川市立長狭学園（小中一貫校）

### 鎌ケ谷市
- 鎌ケ谷市立鎌ケ谷小学校
- 鎌ケ谷市立東部小学校
- 鎌ケ谷市立北部小学校
- 鎌ケ谷市立南部小学校
- 鎌ケ谷市立西部小学校
- 鎌ケ谷市立中部小学校
- 鎌ケ谷市立初富小学校
- 鎌ケ谷市立道野辺小学校
- 鎌ケ谷市立五本松小学校

### 君津市
- 君津市立大和田小学校
- 君津市立坂田小学校
- 君津市立周西小学校
- 君津市立貞元小学校
- 君津市立南子安小学校
- 君津市立北子安小学校
- 君津市立外箕輪小学校
- 君津市立八重原小学校
- 君津市立周南小学校
- 君津市立小糸小学校
- 君津市立清和小学校
- 君津市立小櫃小学校
- 君津市立上総小学校

### 富津市
- 富津市立富津小学校
- 富津市立青堀小学校
- 富津市立飯野小学校
- 富津市立大貫小学校
- 富津市立吉野小学校
- 富津市立佐貫小学校
- 富津市立天羽小学校
- 富津市立環小学校

### 浦安市
- 浦安市立明海小学校
- 浦安市立明海南小学校
- 浦安市立入船小学校
- 浦安市立浦安小学校
- 浦安市立高洲小学校
- 浦安市立高洲北小学校
- 浦安市立富岡小学校
- 浦安市立東小学校
- 浦安市立日の出小学校
- 浦安市立日の出南小学校
- 浦安市立北部小学校
- 浦安市立舞浜小学校
- 浦安市立見明川小学校
- 浦安市立南小学校
- 浦安市立美浜北小学校
- 浦安市立美浜南小学校
- 浦安市立東野小学校

### 四街道市
- 四街道市立栗山小学校
- 四街道市立中央小学校
- 四街道市立南小学校
- 四街道市立旭小学校
- 四街道市立大日小学校
- 四街道市立みそら小学校
- 四街道市立八木原小学校
- 四街道市立山梨小学校
- 四街道市立四街道小学校
- 四街道市立和良比小学校
- 四街道市立吉岡小学校
- 四街道市立四和小学校

### 袖ケ浦市
- 袖ケ浦市立昭和小学校
- 袖ケ浦市立長浦小学校
- 袖ケ浦市立根形小学校
- 袖ケ浦市立中川小学校
- 袖ケ浦市立平岡小学校
- 袖ケ浦市立蔵波小学校
- 袖ケ浦市立奈良輪小学校

### 八街市
- 八街市立川上小学校
- 八街市立交進小学校
- 八街市立笹引小学校
- 八街市立朝陽小学校
- 八街市立実住小学校
- 八街市立八街北小学校
- 八街市立八街東小学校
- 八街市立二州小学校
  - 八街市立二州小学校沖分校

### 印西市
- 印西市立木下小学校
- 印西市立小林小学校
- 印西市立大森小学校
- 印西市立船穂小学校
- 印西市立木刈小学校
- 印西市立内野小学校
- 印西市立原山小学校
- 印西市立小林北小学校
- 印西市立小倉台小学校
- 印西市立高花小学校
- 印西市立西の原小学校
- 印西市立原小学校
- 印西市立六合小学校
- 印西市立平賀小学校
- 印西市立いには野小学校
- 印西市立本埜小学校
- 印西市立滝野小学校

### 白井市
- 白井市立白井第一小学校
- 白井市立白井第二小学校
- 白井市立白井第三小学校
- 白井市立大山口小学校
- 白井市立清水口小学校
- 白井市立南山小学校
- 白井市立七次台小学校
- 白井市立池の上小学校
- 白井市立桜台小学校

### 富里市
- 富里市立富里小学校
- 富里市立富里第一小学校
- 富里市立富里南小学校
- 富里市立浩養小学校
- 富里市立日吉台小学校
- 富里市立根木名小学校
- 富里市立七栄小学校

### 南房総市
- 南房総市立富浦小学校
- 南房総市立富山小学校
- 南房総市立三芳小学校
- 南房総市立白浜小学校
- 南房総市立千倉小学校
- 南房総市立嶺南小学校

### 匝瑳市
- 匝瑳市立平和小学校
- 匝瑳市立椿海小学校
- 匝瑳市立八日市場小学校
- 匝瑳市立豊栄小学校
- 匝瑳市立須賀小学校
- 匝瑳市立共興小学校
- 匝瑳市立吉田小学校
- 匝瑳市立豊和小学校
- 匝瑳市立栄小学校
- 匝瑳市立野田小学校

### 香取市
- 香取市立佐原小学校
- 香取市立北佐原小学校
- 香取市立東大戸小学校
- 香取市立竟成小学校
- 香取市立香取小学校
- 香取市立瑞穂小学校
- 香取市立新島小学校
- 香取市立津宮小学校
- 香取市立大倉小学校
- 香取市立栗源小学校
- 香取市立小見川中央小学校
- 香取市立小見川東小学校
- 香取市立小見川西小学校
- 香取市立小見川北小学校
- 香取市立山田小学校
- 香取市立わらびが丘小学校

### 山武市
- 山武市立成東小学校
- 山武市立大富小学校
- 山武市立南郷小学校
- 山武市立鳴浜小学校
- 山武市立緑海小学校
- 山武市立日向小学校
- 山武市立睦岡小学校
- 山武市立山武北小学校
- 山武市立蓮沼小学校
- 山武市立松尾小学校
- 山武市立大平小学校

### いすみ市
- いすみ市立大原小学校
- いすみ市立東小学校
- いすみ市立東海小学校
- いすみ市立浪花小学校
- いすみ市立夷隅小学校
- いすみ市立太東小学校
- いすみ市立長者小学校
- いすみ市立中根小学校
- いすみ市立古沢小学校

### 大網白里市
- 大網白里市立大網小学校
- 大網白里市立大網東小学校
- 大網白里市立瑞穂小学校
- 大網白里市立増穂小学校
- 大網白里市立増穂北小学校
- 大網白里市立白里小学校
- 大網白里市立季美の森小学校

### 印旛郡
- 酒々井町立酒々井小学校
- 酒々井町立大室台小学校
- 栄町立安食小学校
- 栄町立布鎌小学校
- 栄町立安食台小学校
- 栄町立竜角寺台小学校

### 香取郡
- 神崎町立神崎小学校
- 神崎町立米沢小学校
- 多古町立久賀小学校
- 多古町立多古第一小学校
- 多古町立中村小学校
- 東庄町立東庄小学校

### 山武郡
- 九十九里町立九十九里小学校
- 九十九里町立片貝小学校
- 九十九里町立豊海小学校
- 芝山町立芝山小学校
- 横芝光町立上堺小学校
- 横芝光町立横芝小学校
- 横芝光町立光小学校
- 横芝光町立白浜小学校
- 横芝光町立日吉小学校

### 長生郡
- 一宮町立一宮小学校
- 一宮町立東浪見小学校
- 睦沢町立睦沢小学校
- 長生村立一松小学校
- 長生村立八積小学校
- 長生村立高根小学校
- 白子町立白潟小学校
- 白子町立関小学校
- 白子町立南白亀小学校
- 長柄町立長柄小学校
- 長柄町立日吉小学校
- 長南町立長南小学校

### 夷隅郡
- 大多喜町立大多喜小学校
- 大多喜町立西小学校
- 御宿町立御宿小学校
- 御宿町立岩和田小学校

### 安房郡
- 鋸南町立鋸南小学校

## 私立小学校
- 暁星国際小学校
- 国府台女子学院小学部
- 光風台三育小学校
- 暁星国際流山小学校
- 昭和学院小学校
- 聖徳大学附属小学校
- 千葉日本大学第一小学校
- 成田高等学校付属小学校
- 日出学園小学校
- 幕張インターナショナルスクール